# Église du Purgatoire (Cerignola)
L'église du Purgatoire (en italien, Chiesa del Purgatorio) est un édifice religieux catholique du XVIe siècle, sis à Cerignola, dans la province de Foggia (Pouilles), dans le sud-est de l'Italie. À l'origine attachée au collège jésuite y attenant, l'église mêle les styles baroque et néo-classique.

## Histoire
L'église fut construite, à partir de 1578, à l'initiative des Jésuites installés dans la ville à la demande et avec le soutien d'Anna De Mendoza, l'épouse de Carlo Caracciolo, comte de Sant'Angelo dei Lombardi et Cerignola.
À l'origine, l'église du Purgatoire se trouvait juste à l'extérieur des murs de la vieille ville, mais elle ne tarda pas à être intégrée dans le tissu urbain, grâce à sa position idéale, par rapport aux principes directeurs qui ont prévalu lors du développement urbain de la cité. L'église fait partie d'un complexe beaucoup plus vaste qui comprend le Palazzo del Gesù, un collège ainsi qu'un abri pour les vagabonds et les pauvres.

## Sources
- (it) Cet article est partiellement ou en totalité issu de l’article de Wikipédia en italien intitulé « Chiesa del Purgatorio (Cerignola) » (voir la liste des auteurs).